# Al-Mu’azzam Turan Szah
Al-Mu’azzam Turan Szah (arab. توران شاه, pełne imię: Al-Malik al-Mu’azzam Ghijas ad-Din Turan Szah, zm. 2 maja 1250) – ostatni sułtan Egiptu z dynastii Ajjubidów, panujący od grudnia 1249 aż do śmierci.
Był synem As-Saliha Ajjuba (1238–1249). Gdy ten w roku 1239 wyruszył ze swoich posiadłości w Al-Dżazirze na zachód, pozostawił Al-Mu’azzama w Hisn Kajfie (dzis. Hasankeyf) pod opieką atabega. As-Salih zmarł 21 listopada 1249 roku podczas walk z VI wyprawą krzyżową. W tym momencie wody Nilu opadły po corocznym wylewie i krzyżowcy pod wodzą Ludwika IX (1226–1270) wyruszyli ze swojej bazy w Damietcie w kierunku Kairu. Krytyczną sytuację uratowały energiczne działania wdowy po As-Salihu, Szadżar ad-Durr, która w porozumieniu z dowodzącym armią emirem Fachr ad-Dinem zataiła śmierć męża i sfałszowała jego podpis na dekretach nakazujących złożenie przysięgi lojalności sułtanowi i jego następcy Al-Mu’azzamowi. Jednocześnie do Hisn Kajfy wysłano posłańców z wiadomością do Al-Mu’azzama, by ten jak najszybciej przybył do Egiptu. Al-Mu’azzam wyruszył na zachód na początku grudnia 1249 roku i 5 stycznia następnego roku wkroczył do Damaszku, gdzie oficjalnie proklamowano go sułtanem. Następnie pozostawał w mieście przez kolejne trzy tygodnie, rozdając olbrzymie sumy pieniędzy miejscowym notablom i oddziałom wojsk, by wyruszyć w dalszą podróż dopiero 23 stycznia. Ostatecznie do Egiptu dotarł 23 lutego.
W międzyczasie 9 lutego Fachr ad-Din zginął w walce z krzyżowcami, jednak ich atak na obóz Ajjubidów w Al-Mansurze nie powiódł się i kampania utknęła w martwym punkcie. Nie widząc możliwości utrzymania swoich pozycji, krzyżowcy rozpoczęli odwrót do Damietty, podczas którego 6 kwietnia 1250 roku Ludwik IX dostał się do ajjubidzkiej niewoli. Wydawało się, że ten triumf położy solidne podwaliny pod bezpieczne rządy nowego sułtana, sytuacja okazała się jednak zupełnie inna. Al-Mu’azzam objął rządy w Egipcie dzięki bezwarunkowemu poparciu dawnego otoczenia swojego ojca, ale natychmiast po przybyciu na miejsce zaczął dążyć do zastąpienia tej starej elity ludźmi, którzy przybyli wraz z nim ze wschodu. Skutkiem tego zraził do siebie wszystkich najważniejszych przedstawicieli dawnego bliskiego kręgu As-Saliha, w tym dowódców elitarnych regimentów mameluków Bahrytów i Dżamdarytów, kurdyjskich emirów, innych najwyższych urzędników swojego ojca i Szadżar ad-Durr, której miał osobiście grozić. Szczególnie urażeni czuli się Bahryci, mamelucy będący najbliżej dawnego sułtana i posiadający bliskie relacje z wdową po nim, teraz stopniowo pozbawiani wszelkich wpływów. W rezultacie Bahryci zawiązali spisek przeciwko młodemu sułtanowi i zamordowali go 2 maja 1250 roku.